# Rose Wilson
Rose Wilson es un personaje ficticio que aparece en los cómics estadounidenses publicados por DC Comics. Fue creada por el escritor Marv Wolfman y el artista Art Nichols, apareciendo por primera vez en una edición de 1992 de Deathstroke the Terminator #15. Por lo general, se la representa como una enemiga de los Jóvenes Titanes y luego como un miembro reacio, que lucha por ganarse la aprobación de su padre, Deathstroke, siendo su hija ilegítima. También se la representa típicamente como aprendiz de su padre y más tarde de Nightwing por un tiempo.
Rose Wilson haría varias apariciones en medios como Teen Titans Go!, DC Super Hero Girls, y un debut de adaptación en vivo en la segunda temporada de la serie de DC Universe y HBO Max, Titans, interpretada por Chelsea Zhang. Una variación suelta del personaje (con nombre diferente Isabel Rochev y alias Ravager) aparece en la segunda temporada de Arrow, interpretada por Summer Glau.

## Biografía ficticia del personaje

### Introducción
Slade Wilson (Deathstroke) conoce a una mujer camboyana llamada Lillian Wilson en una misión de búsqueda y rescate unos años después de su divorcio de Adeline Kane. Su misión es asegurarse de que ella escape a salvo de la Camboya devastada por la guerra. Después de una relación amorosa intermitente con Wilson, Worth da a luz a una hija a la que llama Rose. Al creer que es lo mejor para la niña, Worth mantiene a Rose en secreto de Slade. Worth finalmente se instala en un burdel en la Ciudad de Nueva York y, durante un tiempo en que Deathstroke está herido y es un fugitivo de la ley, Worth lo acoge y cuida sus heridas. Wintergreen (mayordomo de Deathstroke) descubre a Rose, de 14 años, y sospecha que es la hija de Deathstroke. 
Cuando Ravager (Wade DeFarge, medio hermano de Deathstroke) mata a los amigos y familiares de Deathstroke, Ravager descubre a Rose, la captura y le dice que Deathstroke es su padre. Wintergreen y Worth lanzan un intento de rescate, pero se presume que Worth está muerto después de que ella conduce un Jeep por un acantilado mientras intenta atropellar a DeFarge. Wintergreen rescata con éxito a Rose y escapa. 
Rose intenta acercarse a su padre, pero él la rechaza. Teme por su seguridad porque se cree responsable de la muerte de dos de sus hijos. Deathstroke la deja al cuidado del equipo de superhéroes de los Jóvenes Titanes. Durante un ejercicio de entrenamiento, Rose se lesiona y la llevan al hospital, y sus poderes precognitivos emergen por primera vez cuando tiene una visión larga del futuro de Deathstroke. Se despierta antes de que pueda probar más sus poderes. Ella deja a los Titanes poco después y no los vuelve a ver hasta el conflicto Technis Imperative, donde se alía con los Titanes para salvar a su compañero Titán Cyborg. Durante este incidente, ella desafía vocalmente al Nuevo Dios Big Barda, ya que los Titanes y la Liga de la Justicia habían llegado a los golpes. Barda parece más divertido que preocupado por Rose y su lucha potencial es neutralizada por otras fuerzas.

#### New Ravager
La familia Madison en Chicago adopta a Rose, pero DeFarge mata a su nueva familia. The Ravager afirma que una fuente anónima le ofreció 100,000$ por su muerte, pero ninguno de ellos sabe que Deathstroke contrató a DeFarge en un intento de acercar a Rose a él. 
Deathstroke alerta de forma anónima a los Titanes que la vida de Rose está en peligro, y luchan para defenderla. Todos los luchadores quedan inconscientes por una explosión de gas halotano, y Rose despierta en la guarida de Deathstroke. Se disculpa con Rose por abandonarla y dice que ella es la única familia que le queda. Deathstroke sugiere que ella se convierta en su aprendiz, ofreciendo a DeFarge como su primera muerte. Rose acepta y toma el nombre de "Ravager" para ella. Deathstroke inyecta secretamente a Rose con el mismo suero que le dio sus habilidades, y hace que ella sufra de psicosis. 
Deathstroke duda de la disposición de Rose para trabajar con él y planea repudiarla después de que ella vacila y no puede matar al hijo de Deathstroke, Jericho (cuando posee el cuerpo de Chico Bestia). Para demostrar su lealtad, saca un ojo para que coincida con el ojo que le falta.
Después de que Rose sufre una derrota a manos de Batgirl, Deathstroke la coloca bajo la tutela de Nightwing después de que Slade cree que ha dejado de ser un héroe. Nightwing acepta entrenar a Rose, mientras le enseña subrepticiamente los valores del heroísmo. Aunque Rose se enamora de Nightwing a medida que avanza el entrenamiento, la atracción parecía completamente unilateral. Para probar la lealtad de Grayson, Deathstroke reemplaza el ojo faltante de Rose con uno tallado en Kryptonita y la enfrenta a ella y Nightwing contra Superman. Rose intenta matar a Superman, pero Nightwing utiliza la preocupación de Superman por la seguridad no solo de los transeúntes civiles, sino también de la propia Rose como su última lección sobre el altruismo. Nightwing acepta mantenerse alejado de Rose con la condición de que Blüdhaven permanezca fuera de los límites de la última encarnación de La Sociedad, de la cual Deathstroke es miembro fundador. Tras el bombardeo de Blüdhaven por orden de Deathstroke en Crisis infinita, Nightwing regresa e informa a Rose que la Kryptonita que Deathstroke que se le había implantado en la cuenca del ojo no es solo un peligro para los kryptonianos, sino que también es cancerígeno y de hecho letal para los humanos durante períodos prolongados. de exposición prolongada. Enfurecida y desconsolada de que su padre pusiera en peligro su vida de manera tan despectiva, y envalentonada por la tutela de Nightwing, Rose rompe todos los lazos con su padre y huye.
Un año después de los eventos representados en el crossover Crisis Infinita, Rose se une una vez más a los Jóvenes Titanes. Lleva el mismo disfraz y empuña dos espadas estilo katana. Con Deathstroke y la influencia de su suero desaparecida, Rose parece más equilibrada de lo que se describió anteriormente. Robin admite a Rose en el equipo como un favor al fundador y exlíder del equipo, su exmentor Nightwing.
Rose entabla amistad con Kid Devil, usando su aliento de fuego para encender sus cigarrillos. Cuando Kid Devil resulta herido durante una misión, Rose lo defiende y, en múltiples ocasiones, amenaza a quienes consideraba una amenaza para él. Más tarde admite a Kid Devil que tiene miedo de ser expulsada, si los antiguos miembros regresan al equipo.
Durante el año perdido, los Jóvenes Titanes llegaron a la conclusión de que necesitaban más miembros. Después de descubrir que Raven cree que hubo un traidor en el equipo durante el año anterior, el equipo acepta comenzar con ella. El equipo viaja por el mundo en busca de Raven aparentemente huyendo del traidor. También conocen a varios otros ex Titanes, como Red Star, Zatara y Bombshell. Durante una reunión con Bombshell, Rose es acusada de ser la última traidora y trabaja para Deathstroke. Ella niega la acusación, apoyada no solo por Kid Devil, sino también por Wonder Girl, quien cree que Rose nunca volvería con su padre. Robin y Cyborg acuerdan que Devastador regresaría a la Torre. Furiosa, Rose se prepara para dejar el equipo por completo hasta que los cuidadores del equipo, Wendy y Marvin, le revelan que el traidor había robado un objeto en particular: el disco de la computadora que contiene la esencia de Jericho.
Al darse cuenta de por qué Raven está realmente huyendo, Ravager regresa rápidamente en ayuda de los Titanes, justo cuando se revela que el traidor es Bombshell. Ravager se las arregla para salvar a Raven, al igual que el empático Titán usa el mismo hechizo que la resucitó para resucitar al medio hermano Jericho muerto y previamente loco de Rose. Tras la resurrección de su hermano mayor, Joseph y Rose comienzan a confraternizar, sin saber que la traición de Bombshell fue orquestada por Deathstroke, y que sus compañeros de equipo han sido sometidos por sus asociados.
Más tarde, Rose y Joseph vuelan a Nueva York para almorzar con Nightwing, después de lo cual van a la Isla de los Titanes original y descubren que alguien ha construido una versión demente de la torre original allí. Al entrar, descubren que su padre ha secuestrado a sus compañeros de equipo, todo con el fin de recuperar el control de ellos. Rose y Joey luego rescatan a Robin de Slade y Batgirl, durante el cual Rose finalmente tiene su revancha con Cassandra Cain. Rose y Joey intentan detener a su padre, pero son derrotados y quedan a su merced hasta que llegan Nightwing, Donna Troy, Raven, Cyborg, Duela Dent, Beast Boy y Bart Allen.
Tras la muerte de su excompañero Bart Allen, Rose asiste a su funeral en Countdown # 43 junto con el resto de los Jóvenes Titanes.
En Teen Titans # 50, Rose está presente durante el velorio de Bart, aunque después de un tiempo se escapa, aburrida con la atmósfera sombría y con reminiscencias, e invita a Kid Devil a unirse a ella para bañarse en la piscina de los Titanes.
En Teen Titans vol. 3 # 51, los Titans Tomorrow, una posible versión futura del actual equipo de Titans, llegan al presente para ayudar a los Jóvenes Titanes contra los villanos controlados por Starro. El futuro yo de Ravager está ausente del grupo y se revela que ella traiciona al equipo (principalmente a Bart Allen y Kid Devil) en algún momento. Kid Devil, su versión para adultos Red Devil y Rose son enviados a luchar contra Rampage y Livewire. Red Devil intenta convencer a Eddie de que deje morir a Rose durante la pelea, para que no logre traicionarlos en el futuro. Inicialmente, parece que Eddie tiene la intención de hacerlo, antes de traicionar a su yo mayor para ayudar a Rose. Más tarde, el trío regresa a Titans Lair (hogar de los Teen Titans originales), donde se encuentran con Blue Beetle. Allí, Red Devil ataca a Blue Beetle, alegando que no se puede confiar en él.
Eddie, Rose y Jaime se encuentran rodeados por un ejército de Titanes liderados por Lex Luthor antes de luchar contra un ejército invasor de Starros. Gracias en gran parte a los poderes de Blue Beetle y a Robin y Wonder Girl logrando supuestamente alterar el futuro de Robin (y así alterar el futuro de los Titanes en su conjunto), el ejército de Titanes aparentemente está derrotado.
En Teen Titans # 57, Rose es atacada por Persuader, Copperhead y Dreadbolt de los Titanes del Terror, quienes habían logrado infiltrarse en la Torre de los Titanes. Durante la batalla, incitan a Rose sobre el destino de Kid Devil, a quien habían capturado anteriormente. A pesar de los números abrumadores, no pueden derrotar a Rose. Rose rompe una línea de gas con sus espadas de energía, explotando una sección de la torre. Se revela que Rose sobrevivió a la explosión al cruzar las espadas, creando un campo de fuerza. Luego sigue a los Titanes del Terror de regreso a su base, salvando a Wonder Girl de Disruptor y Persuader. Luego lucha contra Rey Reloj, sus propios poderes precognitivos igualando a él. Rey Reloj le ofrece a Rose un lugar en su equipo, pero ella se niega. Rey Reloj luego expulsa a los Titanes de su base. De vuelta en la torre, Rose escucha a Robin y Wonder Girl hablar de que ella casi mata a Persuader durante la batalla, y decide que habrá "repercusiones". Rose decide dejar a los Titanes, usando uno de los dispositivos de teletransportación de Rey Reloj para hacerlo.
En Terror Titans # 1, se ve a Ravager hablando con Rey Reloj, negociando su papel dentro de su grupo. Ella acepta participar en una de las batallas en la arena de El Club del Lado Oscuro, luchando contra Fever. Rose derrota a Fever, pero cuando se le da la orden de acabar con ella, se niega, lo que provoca que Rey Reloj reciba un disparo de Fever en la cabeza. Aunque consternada por la muerte de Fever, Rose se queda con la esperanza de descubrir cuál es el plan de Rey Reloj. Continuando con la lucha en el torneo, Rose se enfrenta a Static y casi muere. Rose finalmente descubre que Rey Reloj tiene la intención de usar a los héroes adolescentes controlados por la mente como su propia "Milicia Mártir" para destruir Los Ángeles, completamente para su propia diversión. Intentando conseguir ayuda, Rose es atacada por los Titanes del Terror, quienes la abruman. La ayuda llega en forma de Miss Martian, que se había hecho pasar por una de las adolescentes con el cerebro lavado y había logrado usar su telepatía para liberarlos. Ravager sigue a los villanos en retirada de regreso a su base, donde se enfrenta a Rey Reloj. A pesar de sus habilidades precognitivas iguales, Devastador es capaz de derrotarlo, aunque no pudo evitar su escape.
Ravager regresa durante el cruce de Teen Titans / Titans / Vigilante "Deathtrap", buscando salvar a Jericho, quien había sido el objetivo de Vigilante. Sin embargo, el desequilibrado Jericho rechaza su oferta de ayuda, continuando con su plan para matar a los Titanes, lo que obliga a Rose a unirse a los héroes para detenerlo. También es evidente que se ha vuelto adicta a la adrenalina que le dio el Rey Reloj.
Siguiendo la historia de "Deathtrap", Rose intenta brevemente ser parte de los Titanes, pero descubre que no pertenece a ellos. Después de un altercado con Bombshell, organizado para asegurar su lealtad al equipo, Rose se va para encontrar su propio camino en la vida. Desde Teen Titans # 72 en adelante, Ravager aparece en una co-película de 10 páginas y 9 partes, Ravager: Fresh Hell, escrita por Sean McKeever y dibujada por Yildiray Cinar.
En el vínculo de los Jóvenes Titanes con el crossover de Blackest Night, Rose rastrea a Deathstroke hasta la casa de su antiguo mentor Wintergreen y lo ataca. Durante la pelea, los dos son atacados por sus parientes fallecidos Grant, Wade y Adeline, quienes, junto con Wintergreen, han sido reanimados como Black Lanterns. Cuando Grant ataca a Deathstroke, con la intención de quemarlo en una chimenea, Rose interviene de mala gana, salvando a su odiado padre. Luego intenta incinerar a Wade, pero se sorprende cuando Jericho salta de su cuerpo. Jericho, cuyos ojos habían vuelto a crecer desde el ataque de Vigilante, usa sus poderes para hacer que los Black Lanterns se destruyan a sí mismos. Después de la batalla, Rose se niega a reconciliarse con Deathstroke, a pesar de reconocer su amor de hija por él. También se da cuenta de que su madre aún puede estar viva, ya que no estaba entre los Black Lanterns atacantes.
Después de una aventura en otra dimensión, Static, Miss Martian, Bombshell y Aquagirl abandonan a los Titanes, y Rose es invitada a unirse al equipo para ayudar a reconstruirlo. Mientras permanece en la Torre, Rose piratea la computadora del equipo y comienza a buscar información sobre su madre. Durante su tiempo con el grupo, Rose comienza a coquetear con Superboy y se hace amigo de Damian Wayne, el nuevo Robin. Ella permanece con el equipo hasta la batalla final con Superboy Prime y Legión del Mal, donde se une a Speedy para derrotar a Persuader, una de sus excompañeras de equipo en Titanes del Terror. Ella y Damian también ayudan a cambiar el rumbo de la batalla usando un trozo de Kryptonita para destruir varios clones malvados de Superboy.

### The New 52
Después de los eventos de "Flashpoint", el Universo DC fue relanzado. En The New 52, Rose ahora tiene ambos ojos intactos y no se conoce con el nombre de Devastador, aunque todavía parece tener su entrenamiento en artes marciales y espadas de marca registrada. Ella es una mercenaria adolescente contratada por la organización en la sombra N.O.W.H.E.R.E. para actuar como manejadora de Superboy después de que destruyó el laboratorio N.O.W.H.E.R.E. utilizado para crearlo en defensa propia. Rose tiene una rivalidad con Caitlin Fairchild, una joven investigadora de N.O.W.H.E.R.E. que se preocupa por Superboy. Su origen se altera de modo que ahora es la hija de Slade Wilson y su esposa Adeline Kane, eliminando su herencia asiática en el proceso.
Después de ser vista por última vez al lado de su padre Deathstroke, luego de los eventos que sucedieron en The Ravagers, reaparece en un posible futuro a 20 años de distancia. En esta línea de tiempo, ella está junto a su esposo Garfield Logan, ahora etiquetado como Beast Man, viviendo juntos en la Liga de la Justicia Watchtower ya que Beast Man es el único Justice Leaguer vivo. Los dos también tienen una hija llamada Red que está siendo guiada por ellos junto con otros adolescentes superpoderosos para que se conviertan en un equipo. Después de un encuentro con tres miembros de los Jóvenes Titanes del presente Red Robin, Wonder Girl y Superboy, Rose y Gar ponen en acción un plan para intercambiar a Superboy (Kon-El) con el hombre del que es un clon (Jon Lane Kent, hijo de Superman y Lois Lane), quien es responsable de la tragedia que sucedió en ese futuro, para evitar que esos eventos vuelvan a ocurrir. El plan es un éxito ya que el yo del alma de Raven parte con los Titanes del presente y el inconsciente Jon Lane, no Conner. Una vez sola, Rose le pregunta a Gar si realmente hicieron lo correcto, a lo que Gar responde: "Eso espero, Rose. Eso espero".

### DC Rebirth
Más tarde, Rose reaparece después del relanzamiento de DC Rebirth, con su origen camboyano original y su herencia mestiza ahora restaurada. Se la ve trabajando como gorila de un club de estriptis que luce como una mercenaria adolescente, y se reúne con su padre después de que alguien la golpea. Su pasado en la continuidad de New 52 también parece estar reconfigurado, ya que no menciona N.O.W.H.E.R.E., y afirma haber sido entrenada por Nightwing, para disgusto de Slade.

## Poderes y habilidades

### Poderes originales
Inyectada con el mismo suero que mejoró a su padre Deathstroke, Rose ha aumentado los reflejos, la resistencia y la fuerza, pero también es propensa a episodios psicóticos, como cuando se sacó el ojo para parecerse más a su padre. Ha recibido algo de entrenamiento de Nightwing, incluidas las virtudes de ser un héroe. También posee un sentido precognitivo que le permite ver el futuro inmediato. Esto le permite reaccionar a los ataques que se aproximan contra ella y contrarrestarlos en consecuencia.
Actualmente maneja katanas de energía gemelas que pueden cortar cualquier cosa excepto la carne y fusionarse brevemente en un escudo de energía. También lleva consigo una pequeña cantidad de adrenalina, tanto porque Rey Reloj se las arregló brevemente para hacerla adicta a la sustancia, y también porque mientras está alta en adrenalina, su sentido precognitivo evoluciona hacia la capacidad de vislumbrar escenas de su futuro inmediato. Sin embargo, cuanto más utiliza la adrenalina para mejorar sus poderes, más se desequilibra su metabolismo, lo que pone a prueba su salud.

### The New 52 / Rebirth
En septiembre de 2011, The New 52 reinició la continuidad de DC. En esta nueva línea de tiempo, la fuente de los poderes de Rose son los metagenes. Puede amortiguar los poderes y habilidades de otra persona, como debilitar la invulnerabilidad y dañar a personas como Superboy o Mister Majestic. Ella también tiene poderes psiónicos, que la hacen inmune a las habilidades de posesión de Jericho y la telequinesis de Superboy. Estas instalaciones también la vinculan psíquicamente con otros Gen-Actives, lo que permite una comunicación mental multidireccional con personas mejoradas por Gen Factor. Los límites de estos poderes aún se desconocen.
En la publicación Rebirth, Ravager vuelve a adquirir su antiguo conjunto de habilidades sobrehumanas antes de Flashpoint. La única diferencia es que ella ahora deriva sus habilidades del metagen hereditario engendrado por su padre, que se activó debido a la exposición prolongada a la espada del Sr. Wilson; El Deathstroke. Reteniendo las prácticas condicionales mejoradas de fuerza sobrehumana, durabilidad, agilidad, curación, etc. También se le había otorgado una variación única de la mente mejorada que poseía su padre; Más allá del simple porcentaje de cerebro aumentado que le da a Deathstroke su genio intelecto, Rose tiene un factor de probabilidad acelerado en el que puede predecir el futuro mediante la catalogación y el ensamblaje de detalles en una evaluación de resultados altamente precisa.

## Otras versiones

### Teen Titans (serie de televisión)
Si bien Rose nunca apareció en la serie animada de los Jóvenes Titanes, apareció como la antagonista en un número del cómic relacionado, ¡Los Jóvenes Titanes Go! número 49. Como Devastador, regresa a Jump City, con la esperanza de reclamar "lo que es legítimamente suyo". Devastador encuentra y ataca a Wintergreen y al profesor Chang, ambos tenían algo que pertenecía a su padre. Después de hacer explotar la fábrica de robots de Chang, se enfurece en Jump City, decidida a continuar con el legado de su padre al derrotar a los Jóvenes Titanes de una vez por todas. Después de un duelo con Robin, los Titanes la ayudan a comprender que no tiene que continuar con el legado de su padre y ofrecerle un hogar y una familia mientras la convencen de que es libre de tomar sus propias decisiones en la vida. Conmovida por las palabras de amistad de los Titanes, decide entrenar con frecuencia (pero no unirse oficialmente) con ellos hasta que esté lista para enfrentar su futuro como una mejor persona.

### Titans Tomorrow
En la historia de "Titans Tomorrow", los Jóvenes Titanes retroceden en el tiempo después de formar equipo con la Legión de Super-Héroes, solo para llegar a diez años en su propio futuro. Descubren que, de adultos, son dictadores autoritarios malvados. Sin embargo, se ha formado un equipo de Titanes del Este para detenerlos. Rose Wilson es miembro de Titanes del Este y está enamorada de Bart Allen, luego Flash, que está espiando a los malvados Titanes. Rose y Flash ayudan a los Jóvenes Titanes a regresar a casa.
El concepto se revisa en Teen Titans vol. 3, donde reveló que el futuro ha cambiado un poco. El futuro Bart Allen ahora es tan inescrupuloso como sus compañeros de equipo, y la contraparte de Rose está muerta. No existe una división Titans East / Titans West, ya que todos pertenecen a un ejército de Titans de compañeros de equipo muy ampliado.

### Tiny Titans
Rose aparece en Tiny Titans, aunque no pasa por Ravager. Lleva un parche en el ojo derecho y tiene un ojo sano debajo. No se menciona si el parche se usó para mejorar su vista.

### Flashpoint
En la línea de tiempo alternativa del evento Flashpoint, Rose Wilson fue secuestrada por personas desconocidas, donde su padre Deathstroke, un pirata, la está buscando. Deathstroke y su compañera de barco Jenny Blitz localizaron a Rose, que estaba cautiva en la flota del Caretaker. Deathstroke formuló un plan, mientras él y Jenny lucharon contra la tripulación de Caretaker y logran salvar a Rose. Después de luchar contra la flota de Caretaker, Rose rescató a Deathstroke y Jenny de ahogarse, y luego se reúne con su padre y navega hacia un destino desconocido.

### Smallville comics
Rose Wilson aparece como Ravager en la temporada 11 de Smallville, basada en el programa de Bryan Q. Miller. Ella intenta continuar el trabajo de su padre (Slade en esta continuidad había sido un general con una obsesión por detener a los vigilantes superpoderosos, hasta que quedó catatónico después de que Clark lo puso en la Zona Fantasma), eliminando a 'la próxima generación' de superhéroes. Su equipo Ravager parece estar fuertemente modelado después de lo que usó Deathstroke en la segunda temporada de Arrow.

### DC Bombshells
Ravager aparece en la continuidad de DC Bombshells como miembro del Coven junto con Barbara Gordon y Enchantress. Esta versión es un pirata profético y usa sus habilidades para predecir los movimientos de sus oponentes y advertir a sus compañeros que no se desvíen de Belle Reeve Manor. Si bien Killer Croc es específico sobre por qué Batgirl y Enchantress están en Bayou Manor, simplemente afirma que Ravager "hizo algo malo". Después de que Francine Charles demuestre que la profecía de Ravager sobre nunca dejar que Belle Reeve sea falsa, Coven, Charles y Killer Croc, forman el Escuadrón Suicida de Amanda Waller.

## En otros medios

### Televisión

#### Acción en vivo
- Summer Glau interpreta a Isabel Rochev durante la temporada 2 de Arrow de The CW. Ella se pone el apodo de Ravager y es entrenada por Slade Wilson / Deathstroke para vengarse de la familia Queen antes de los eventos del programa. En el episodio de la segunda temporada, "The Man Under the Hood", Rochev es mortalmente herido por John Diggle en un altercado para salvar a Roy Harper de Deathstroke. Más tarde, ella es salvada por una transfusión de sangre de Deathstroke, gracias al suero Mirakuru en sus venas. En "City of Blood", se ve a Rochev, como Devastador, intentando vengarse de Diggle, ahora con los mismos poderes que Deathstroke. Luego, en "Streets of Fire", Felicity Smoak llega y choca contra un Devastador desprevenido con su vehículo, lo que permite la huida de Diggle. Aparentemente imperturbable, Ravager se ve a continuación asesinando a empleados de la ciudad por orden de Deathstroke, el último de los cuales es el alcalde de Star City, Sebastian Blood, quien los traicionó. En el final de la temporada dos "Impensable", Ravager se encuentra entre los capturados por Oliver Queen, Sara Lance, Roy Harper, Nyssa al Ghul y un grupo de ninjas de la Liga de Asesinos. Más tarde demuestra no cooperar y se jacta de que Deathstroke mató a la madre de Oliver, Moira, por lo que Nyssa le rompe el cuello y la mata.

La novela vinculada llamada Arrow: Vengeance detalla su historia de fondo: Isabel es hija de Viktor Rochev y una mujer anónima que se crio en Moscú, Rusia. Cuando tenía nueve años, sus padres fueron asesinados por Solntsevskaya Bratva. Luego fue adoptada por una pareja estadounidense y se mudó a Estados Unidos. Al crecer, tuvo problemas para hacer amigos en la escuela debido a su acento, que tardó años en superarlo. Isabel finalmente fue a la escuela de negocios, lo que la llevó a realizar una pasantía en Queen Consolidated. Conoció al CEO Robert Queen y comenzaron una aventura, mientras que la esposa de Robert, Moira, también comenzó una aventura con Malcolm Merlyn. Isabel sabía que Thea Queenno es la hija de Robert. Incluso planearon huir juntos, pero la pasantía de Isabel fue cancelada y Robert nunca volvió a hablar con ella, dejándola amargada y deseando venganza. Después de su educación, se convirtió en vicepresidenta de adquisiciones en Stellmoor International. Durante su tiempo en esta empresa, compró constantemente participaciones de Queen Consolidated en un intento de dañar la empresa. Isabel luego se asoció con Slade Wilson y fue a un entrenamiento riguroso para convertirse en una asesina en combate. Cuando Oliver dejó Starling City después de no poder detener el "Compromiso" de Malcolm Merlyn, Slade colocó a Isabel en su compañía para que se hiciera cargo, con el fin de atraer a Oliver.
- Chelsea Zhang interpreta a Rose Wilson en la temporada 2 de Titans.[25] Rose toma el nombre de Ravager y tiene habilidades de curación metahumanas junto con increíbles habilidades de lucha. También es el interés amoroso de Jason Todd durante una parte de la temporada (a partir de la serie New 52 de Red Hood and the Outlaws, se confirma que Rose y Jason Todd tuvieron una aventura única). Cuando ve a Rose por primera vez en las noticias, Jason sonríe y la llama mala.[26] Nacida de una aventura extramatrimonial de su padre, creció sin darse cuenta de su identidad, pero reconoció que él desempeñaba un papel en sus habilidades sobrehumanas. Después de buscarlo, Rose fue reclutada por Deathstroke para actuar como su topo contra los Titanes a costa de su ojo izquierdo. Rose se infiltra con éxito en el equipo al afirmar que quiere que su padre muera para vengar la muerte de su medio hermano Jericho. También logra crear tensión entre los Titanes, lo que los lleva a disolverse después de que Dick Grayson se vea obligado a admitir las verdaderas circunstancias de cómo murió Jericho. Sin embargo, la misión de Rose se ve comprometida cuando comienza una relación con Jason Todd, al que maltrata psicológicamente y él la deja cuando le confiesa que ha actuado como agente doble a favor de su padre. Esto hace que Rose se vuelva contra Deathstroke, empalándolo mientras Jericho escapa del cuerpo de su padre al de ella.

#### Animación
- Rose Wilson aparece en la serie animada de Teen Titans Go!, con la voz de Pamela Adlon. En el episodio "Cool School", originalmente fue detenida en el Centro de Corrección Juvenil de Jump City, donde escapa del confinamiento y se encuentra con los Jóvenes Titanes. Ella derrota fácilmente a todos los Titanes usando insultos que tocaron sus áreas sensibles, a excepción de Raven, con quien se hace amiga después de descubrir su aptitud mutua para el humor ingenioso y sarcástico. Los dos pasan el rato juntos, para disgusto de los otros Titanes. Finalmente, Rose piensa en dañar a un civil, lo que Raven no permite, provocando una pelea entre ellos. Rose domina a Raven y está a punto de acabar con ella cuando los otros Titanes vienen a su rescate. Cuando los Titanes se dan cuenta de que la propia debilidad de Rose es el afecto sincero, comienzan a reafirmar su amistad, lo que enferma a Rose y la derrota. Más tarde aparece en "Operation Dude Rescue", donde se une a Starfire, Raven, Jinx y Terra para salvar a Robin, Beast Boy y Cyborg de Cerebro. Al principio, Rose se niega a unirse a ellos, pero luego se convence de unirse a ellos y le dice a Raven que la extrañaba, reparando su amistad. También hace un cameo en "Black Friday", donde se la ve esperando en la fila afuera de Jump City Electronics el Black Friday. También hace un cameo en un flashback en "Bottle Episode", y en "The Titans Show", donde lucha contra los Titanes junto a los villanos en lo más destacado del reality show de Control Freak's Island Adventures.
- Rose Wilson aparece en el episodio de DC Super Hero Girls "#DinnerForFive", con la voz de Chelsea Kane. Ella aún no usa el alias Ravager y es amigable y amable con Barbara Gordon. También se muestra que es más moral que otras adaptaciones, ya que evita que su padre intente asesinar a Babs y le hace pedir disculpas.

### Película
- Rose Wilson hace su debut animado directamente en la película en DVD Justice League: Crisis on Two Earths con la voz de Freddi Rogers. En la película, ella tiene el pelo rojo en lugar de blanco (probablemente debido a la Tierra paralela). Ella es la hija de Slade Wilson, el Presidente de los Estados Unidos en la tierra paralela del Sindicato del Crimen y usa su notoriedad para denunciar públicamente al Sindicato y la política de apaciguamiento de su padre (se sugiere que Ultraman mató personalmente a la madre de Rose por el mismo tema que su hija). Más tarde, J'onn J'onzz la salva de un intento de asesinato por parte de Arquero y se ofrece como voluntaria para ser su guardaespaldas personal. Los dos se enamoran rápidamente. Una vez que el Sindicato es derrotado, se separan. Cuando Wonder Woman le sugiere que busque la contraparte principal de Rose, J'onn especula, "Con mi suerte, ella seria malvada", haciendo referencia a la iteración principal de Rose Wilson como una villana, pero no es el caso.
- Rose aparece en Deathstroke: Knights & Dragons: The Movie con la voz de Faye Mata. Se revela que es la nueva líder de H.I.V.E., la Reina H.I.V.E. siguiendo a su antiguo líder, Jackal supuestamente murió. Al principio, el padre de Rose, Slade, no sabía que tenía una hija hasta que el hijo de Slade, Joseph, le dice más tarde. Más adelante en la película, se revela que Jackal está vivo, pero se vuelve contra Rose y Joseph después de haber descubierto su plan contra él. Jackal es luego derrotado por Slade cuando el primero se sacrifica, matándolos a ambos.

### Videojuegos
- Rose Wilson aparece como Ravager en DC Universe Online.
- Rose Wilson aparece como Ravager como una carta de ayuda no jugable en la versión móvil de Injustice: Dioses entre nosotros.
- La encarnación de Rose Wilson de Teen Titans Go! aparece como un personaje no jugable en Lego Dimensions con Pamela Adlon retomando el papel. Ella aparece en una misión secundaria donde el jugador la ayuda a escapar del Centro de Detención Juvenil de Jump City.
- Rose Wilson como Ravager es un personaje jugable en Lego DC Super-Villains.
- Rose Wilson, también conocida como Ravager, está disponible como personaje jugable en DC Legends.

### Serie web
- Ravager aparece en DC Super Hero Girls como un personaje cameo que no habla.
- Rose Wilson / la Reina H.I.V.E. aparece en Deathstroke: Knights & Dragons, con la voz de Faye Mata. En esta serie, ella es la hija perdida de Slade, que forma una alianza con un Joseph mutante al que bautiza como "Jericho" para buscar el control del mundo.